# Lissonota punctor
Lissonota punctor là một loài tò vò trong họ Ichneumonidae.